# Europese kampioenschappen kunstschaatsen 1984
De Europese Kampioenschappen kunstschaatsen zijn wedstrijden die samen een jaarlijks terugkerend evenement vormen, georganiseerd door de Internationale Schaatsunie (ISU).
De kampioenschappen van 1984 vonden plaats in Boedapest. Het was de vijfde keer dat de EK kampioenschappen hier en in Hongarije plaatsvonden, eerder werden de mannentoernooien van 1895 en 1909 (toen nog onderdeel van de dubbelmonarchie Oostenrijk-Hongarije) en de kampioenschappen van 1955 en 1963 in Boedapest gehouden.
Voor de mannen was het de 76e editie, voor de vrouwen en paren was het de 48e editie en voor de ijsdansers de 31e editie.

## Historie
De Duitse en Oostenrijkse schaatsbond, verenigd in de "Deutscher und Österreichischer Eislaufverband", organiseerden zowel het eerste EK Schaatsen voor mannen als het eerste EK Kunstschaatsen voor mannen in 1891 in Hamburg, in toen nog het Duitse Keizerrijk, nog voor het ISU in 1892 werd opgericht. De internationale schaatsbond nam in 1892 de organisatie van het EK kunstschaatsen over. In 1895 werd besloten voortaan het WK kunstschaatsen te organiseren en kwam het EK te vervallen. In 1898, na twee jaar onderbreking, vond toch weer een herstart plaats van het EK kunstschaatsen.
De vrouwen en paren zouden vanaf 1930 jaarlijks om de Europese titel strijden. De ijsdansers streden vanaf 1954 om de Europese titel in het kunstschaatsen.

## Deelname
Er namen deelnemers uit negentien landen deel aan deze kampioenschappen. Zij vulden het aantal van 76 startplaatsen in de vier disciplines in.
Voor België nam Katrien Pauwels voor de derde keer deel in het vrouwentoernooi. Voor Nederland nam Ed van Campen voor de tweede keer in het mannentoernooi deel en het paar Marianne van Bommel / Wayne Deweyert namen voor de vierde keer deel bij het ijsdansen.
(Tussen haakjes het totaal aantal startplaatsen over de disciplines.)
| Sovjet-Unie (12) Duitse Democratische Republiek (8) Duitsland (7) Frankrijk (6) Verenigd Koninkrijk (6) | Tsjecho-Slowakije (5) Hongarije (4) Oostenrijk (4) Zwitserland (4) Italië (3) | Joegoslavië (3) Polen (3) Denemarken (2) Finland (2) Nederland (2) | Spanje (2) België (1) Bulgarije (1) Zweden (1) |

## Medaille verdeling
Bij de mannen werd Alexander Fadeev de 32e Europees kampioen en, na Vladimir Kovalev in 1975 en Igor Bobrin in 1981 de derde kampioen uit de Sovjet-Unie. Het was zijn tweede medaille, in 1983 werd hij derde. De West-Duitser Rudi Cerne stond voor de eerste keer op het erepodium bij de EK Kunstschaatsen. Zijn landgenoot en de Europees kampioen van 1982 en 1983, Norbert Schramm, werd derde, het was zijn vierde medaille, in 1981 werd hij ook derde.
Bij de vrouwen prolongeerde Katarina Witt de Europees titel. Het was haar derde medaille, in 1982 werd tweede. Voor Manuela Ruben op plaats twee en Anna Kondrashova op plaats drie was het hun eerste medaille bij de EK Kunstschaasten.
Bij de paren stonden dezelfde drie paren als in 1983 op het erepodium. Elena Valova / Oleg Vasiliev veroverden als twintigste paar en het zesde Sovjet paar de Europese titel. Het was hun tweede medaille, in 1983 werden ze tweede. De Europees kampioenen van 1982 en 1983, Sabine Baess / Tassilo Thierbach, werden tweede, het was hun vierde medaille, in 1979 werden ze derde. Voor Birgit Lorenz / Knut Schubert op de derde plaats, dezelfde plaats als in 1983, was het hun tweede medaille bij het EK Kunstschaatsen.
Bij het ijsdansen werden Jayne Torvill / Christopher Dean, na 1981 en 1982, voor de derde keer Europees kampioen, het was ook hun derde medaille. De Europees kampioenen van 1983, Natalja Bestemjanova / Andrej Boekin werden tweede. Het was hun derde medaille, in 1982 werden ze ook tweede. Voor Marina Klimova / Sergei Ponomarenko op de derde plaats was het hun eerste medaille bij het EK Kunstschaatsen.
| Discipline | Goud                             | Zilver                               | Brons                               |
| ---------- | -------------------------------- | ------------------------------------ | ----------------------------------- |
| Mannen     | Alexander Fadeev                 | Rudi Cerne                           | Norbert Schramm                     |
| Vrouwen    | Katarina Witt                    | Manuela Ruben                        | Anna Kondrashova                    |
| Paren      | Elena Valova / Oleg Vasiliev     | Sabine Baess / Tassilo Thierbach     | Birgit Lorenz / Knut Schubert       |
| IJsdansen  | Jayne Torvill / Christopher Dean | Natalja Bestemjanova / Andrej Boekin | Marina Klimova / Sergei Ponomarenko |

## Uitslagen
| #      | naam (deelname)            | land                                    | pc     |
| ------ | -------------------------- | --------------------------------------- | ------ |
| Goud   | Alexandr Fadeev (4)        | Vlag van Sovjet-Unie                    |        |
| Zilver | Rudi Cerne (5)             | Vlag van Duitsland                      |        |
| Brons  | Norbert Schramm (5)        | Vlag van Duitsland                      |        |
| 4      | Jozef Sabovcik (6)         | Vlag van Tsjechië                       |        |
| 5      | Heiko Fischer (3)          | Vlag van Duitsland                      |        |
| 6      | Vladimir Kotin (4)         | Vlag van Sovjet-Unie                    |        |
| 7      | Vitali Egorov              | Vlag van Sovjet-Unie                    |        |
| 8      | Grzegorz Filipowski (4)    | Vlag van Polen                          |        |
| 9      | Falko Kirsten (3)          | Vlag van Duitse Democratische Republiek |        |
| 10     | Petr Barna (2)             | Vlag van Tsjechië                       |        |
| 11     | Laurent Depouilly (2)      | Vlag van Frankrijk                      |        |
| 12     | Thomas Hlavik (3)          | Vlag van Oostenrijk                     |        |
| 13     | Lars Akesson (4)           | Vlag van Zweden                         |        |
| 14     | Miljan Begovic (5)         | Vlag van Joegoslavië (1943-1992)        |        |
| 15     | Paul Robinson              | Vlag van Verenigd Koninkrijk            |        |
| 16     | Oliver Honer (2)           | Vlag van Zwitserland                    |        |
| 17     | Wojciech Gwinner           | Vlag van Polen                          |        |
| 18     | Andras Szaraz (3)          | Vlag van Hongarije                      |        |
| 19     | Lars Dresler               | Vlag van Denemarken                     |        |
| 20     | Ed van Campen (2)          | Vlag van Nederland                      |        |
| 21     | Fernando Soria (3)         | Vlag van Spanje                         |        |
| -      | Jean-Christophe Simond (8) | Vlag van Frankrijk                      | t.z.t. |

| #      | naam (deelname)        | land                                    | pc     |
| ------ | ---------------------- | --------------------------------------- | ------ |
| Goud   | Katarina Witt (6)      | Vlag van Duitse Democratische Republiek |        |
| Zilver | Manuela Ruben (4)      | Vlag van Duitsland                      |        |
| Brons  | Anna Kondrashova (2)   | Vlag van Sovjet-Unie                    |        |
| 4      | Kira Ivanova (4)       | Vlag van Sovjet-Unie                    |        |
| 5      | Sanda Dubravcic (8)    | Vlag van Joegoslavië (1943-1992)        |        |
| 6      | Sandra Cariboni (3)    | Vlag van Zwitserland                    |        |
| 7      | Simone Koch            | Vlag van Duitse Democratische Republiek |        |
| 8      | Karin Telser (4)       | Vlag van Italië                         |        |
| 9      | Agnes Gosselin (2)     | Vlag van Frankrijk                      |        |
| 10     | Cornelia Tesch         | Vlag van Duitsland                      |        |
| 11     | Parthena Sarafidis (3) | Vlag van Oostenrijk                     |        |
| 12     | Karin Hendschke (2)    | Vlag van Duitse Democratische Republiek |        |
| 13     | Katrien Pauwels (3)    | Vlag van België                         |        |
| 14     | Susan-Ann Jackson (2)  | Vlag van Verenigd Koninkrijk            |        |
| 15     | Elise Ahonen (2)       | Vlag van Finland                        |        |
| 16     | Susanna Peltola        | Vlag van Finland                        |        |
| 17     | Susanne Gschwend       | Vlag van Oostenrijk                     |        |
| 18     | Tamara Teglassy        | Vlag van Hongarije                      |        |
| 19     | Nevenka Lisak (4)      | Vlag van Joegoslavië (1943-1992)        |        |
| 20     | Anette Nygaard (2)     | Vlag van Denemarken                     |        |
| 21     | Marta Cierco           | Vlag van Spanje                         |        |
| -      | Elena Vodorezova (6)   | Vlag van Sovjet-Unie                    | t.z.t. |

| #      | naam (deelname)                          | land                                    | pc |
| ------ | ---------------------------------------- | --------------------------------------- | -- |
| Goud   | Elena Valova (2) Oleg Vasiliev (2)       | Vlag van Sovjet-Unie                    |    |
| Zilver | Sabine Baess (7) Tassilo Thierbach (7)   | Vlag van Duitse Democratische Republiek |    |
| Brons  | Birgit Lorenz (4) Knut Schubert (5)      | Vlag van Duitse Democratische Republiek |    |
| 4      | Larisa Seleznova Oleg Makarov            | Vlag van Sovjet-Unie                    |    |
| 5      | Marina Avstriskaia (2) Juri Kvashnin (2) | Vlag van Sovjet-Unie                    |    |
| 6      | Babette Pressler (2) Tobias Schroter (2) | Vlag van Duitse Democratische Republiek |    |
| 7      | Dagmar Kovarova Jozef Komar              | Vlag van Tsjechië                       |    |
| 8      | Claudia Massari (2) Leonardo Azzola (2)  | Vlag van Duitsland                      |    |
| 9      | Susan Garland (5) Robert Daw (5)         | Vlag van Verenigd Koninkrijk            |    |
| 10     | Gaby Galambos (2) Jorg Galambos (2)      | Vlag van Zwitserland                    |    |
| 11     | Sylvie Vacquero Didier Manaud            | Vlag van Frankrijk                      |    |

| #      | naam (deelname)                               | land                           | pc |
| ------ | --------------------------------------------- | ------------------------------ | -- |
| Goud   | Jayne Torvill (7) Christopher Dean (6)        | Vlag van Verenigd Koninkrijk   |    |
| Zilver | Natalja Bestemjanova (5) Andrej Boekin (5)    | Vlag van Sovjet-Unie           |    |
| Brons  | Marina Klimova (2) Sergei Ponomarenko (2)     | Vlag van Sovjet-Unie           |    |
| 4      | Karen Barber (6) Nicholas Slater (6)          | Vlag van Verenigd Koninkrijk   |    |
| 5      | Olga Volozhinskaia (3) Alexandr Svinin (3)    | Vlag van Sovjet-Unie           |    |
| 6      | Petra Born (4) Rainer Schonborn (4)           | Vlag van Duitsland             |    |
| 7      | Wendy Sessions (4) Stephan Williams (4)       | Vlag van Verenigd Koninkrijk   |    |
| 8      | Nathalie Herve (5) Pierre Bechu (5)           | Vlag van Frankrijk             |    |
| 9      | Jindra Hola (5) Karol Foltan (5)              | Vlag van Tsjechië              |    |
| 10     | Isabella Michel (3) Roberto Pelizzola (5)     | Vlag van Italië                |    |
| 11     | Marianne van Bommel (4) Wayne Deweyert (4)    | Vlag van Nederland             |    |
| 12     | Antonia Becherer (2) Ferdinand Becherer (2)   | Vlag van Duitsland             |    |
| 13     | Graziella Ferpozzi (2) Marco Ferpozzi (2)     | Vlag van Zwitserland           |    |
| 14     | Viera Minarikova Ivan Havranek                | Vlag van Tsjechië              |    |
| 15     | Gabriella Remport (4) Sandor Nagy (4)         | Vlag van Hongarije             |    |
| 16     | Kathrin Beck (2) Christoff Beck (2)           | Vlag van Oostenrijk            |    |
| 17     | Klara Engi Attila Toth                        | Vlag van Hongarije             |    |
| 18     | Bozena Wierzchowska (2) Robert Kazanowski (2) | Vlag van Polen                 |    |
| 19     | Sophie Merigot Philippe Berthe                | Vlag van Frankrijk             |    |
| 20     | Brunilde Bianchi Valter Rizzo                 | Vlag van Italië                |    |
| 21     | Christina Boianova (2) Yavor Ivanov (2)       | Vlag van Bulgarije (1971-1990) |    |

Medaillewinnaars

Mannen · 
Vrouwen ·
Paren · 
IJsdansen

Toernooi

1891 · 
1892 · 
1893 · 
1894 · 
1895 · 
1896-1897 · 
1898 · 
1899 · 
1900 · 
1901 · 
1902-1903 · 
1904 · 
1905 · 
1906 · 
1907 · 
1908 · 
1909 · 
1910 · 
1911 · 
1912 · 
1913 · 
1914 · 
1915-1921 · 
1922 · 
1923 · 
1924 · 
1925 · 
1926 · 
1927 · 
1928 · 
1929 · 
1930 · 
1931 · 
1932 · 
1933 · 
1934 · 
1935 · 
1936 · 
1937 · 
1938 · 
1939 ·
1940-1946 · 
1947 · 
1948 · 
1949 · 
1950 · 
1951 · 
1952 · 
1953 · 
1954 · 
1955 · 
1956 · 
1957 · 
1958 · 
1959 · 
1960 · 
1961 · 
1962 · 
1963 · 
1964 · 
1965 · 
1966 · 
1967 · 
1968 · 
1969 · 
1970 · 
1971 · 
1972 · 
1973 · 
1974 · 
1975 · 
1976 · 
1977 · 
1978 · 
1979 · 
1980 · 
1981 · 
1982 · 
1983 · 
1984 · 
1985 · 
1986 · 
1987 · 
1988 · 
1989 · 
1990 · 
1991 · 
1992 · 
1993 · 
1994 · 
1995 ·
1996 · 
1997 · 
1998 · 
1999 · 
2000 · 
2001 · 
2002 · 
2003 · 
2004 · 
2005 · 
2006 ·
2007 ·
2008 ·
2009 ·
2010 ·
2011 ·
2012 ·
2013 ·
2014 ·
2015 ·
2016 ·
2017 ·
2018 ·
2019 ·
2020 ·
2021 · 
2022 · 
2023 · 
2024 · 
2025

WK kunstschaatsen ·
WK kunstschaatsen junioren ·
Viercontinentenkampioenschap ·
Olympische Spelen